# 시노마브로

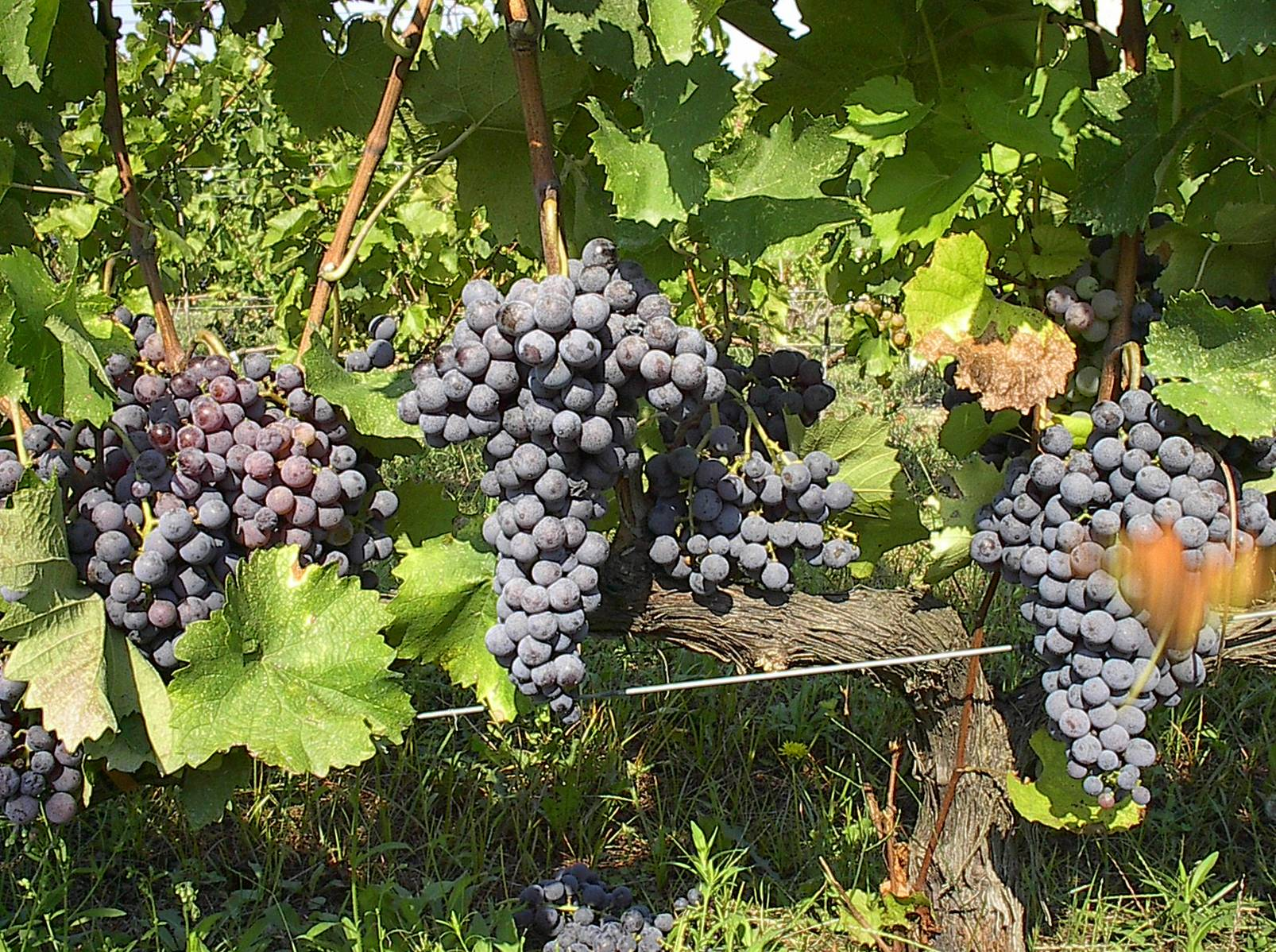

시노마브로(Xinomavro, 그리스어: Ξινόμαυρο [ksiˈno̞mavro̞], lit. 'sour black')는 그리스 마케도니아 (그리스)의 아민타이오 주변과 이마티아현 지역 단위의 나우사 고지대에서 생산되는 주요 레드 와인 포도이다. 이 포도는 주로 나오우사, 구메니사, 아민타이오, 랩사니, 트리코모, 시아티스타, 벨벤토스에서 재배되며, 규모는 작지만 아토스산, 오사, 이오아니나, 마그네시아, 카스토리아, 트리칼라에서도 재배된다. 2010년 전 세계 전체 경작 면적은 1,971헥타르(4,870에이커)였으며 전적으로 그리스에 있었지만 2013년에는 전 세계적으로 2,239헥타르(5,530에이커)로 증가했으며 일부 초기 재배지는 중국 간쑤성에 있었다.